# عدد شیلدز
عدد شیلدز(به انگلیسی: Shields parameter یا Shields criterion یا Shields number) یک عدد بدون بعد می باشد.این عدد با نماد {\displaystyle \tau _{\ast }} یا {\displaystyle \theta } نشان داده می‌شود و به صورت زیر تعریف می شود:
{\displaystyle \tau _{\ast }=\theta ={\frac {\tau }{(\rho _{s}-\rho )gD}},}
که در این رابطه:
| {\displaystyle \tau }     | تنش برشی;            |
| {\displaystyle \rho _{s}} | چگالی رسوب ها;       |
| {\displaystyle \rho }     | چگالی سیال;          |
| {\displaystyle g}         | شتاب گرانشی;         |
| {\displaystyle D}         | قطر مشخصه ذرات رسوب. |